# Energy Hamburg
 (décembre 2019).
Energy Hamburg (en français : « NRJ Hambourg ») est une station de radio régionale de Energy Deutschland (NRJ Allemagne) destinée aux habitants du land allemand de Hambourg.

## Historique
Energy Hamburg succède le 4 octobre 1995 à Jazz Welle plus Hamburg.
La radio se fait connaître en lançant des coups spectaculaires. Le 31 mars 2000, elle fait croire que la station Mir pourrait s'écraser sur Hambourg, ce qui s'avèrera le lendemain être le poisson d'avril. Cependant, la police reçoit des appels. La station avoue la farce dans la journée et présente ses excuses.
Dans la nuit avant un match à domicile du FC Sankt Pauli contre le Bayern Munich en février 2002, la radio fait faire une fête improvisée devant l'hôtel des joueurs bavarois afin de perturber leur sommeil.
En novembre 2004, l'animateur "Waggaman" Philipp Kolanghis établit un record du monde d'animation continue.
En septembre 2005, la station reçoit une amende de 10 000 euros par les autorités audiovisuelles à cause d'une émission réalisée en mars depuis Herbertstraße, pour "exposition de pratiques sexuelles à des mineurs et promotion de la prostitution". Pendant l'émission, l'animatrice faisait des interventions avec deux journalistes et deux prostituées qui détaillaient leurs pratiques.

## Programmation
La radio diffuse les grands succès du moment. Les programmes d'Energy Hamburg sont faits à Hambourg.

## Diffusion

### Situation des émetteurs
Tour Heinrich-Hertz, Lohbrügge (antennes-relais à l'est) et Wedel

### Modulation de fréquence
La station peut être reçue dans le grand Hambourg par 2,3 millions d'auditeurs. Un quart des habitants de Hambourg entre 14 et 29 ans écoute Energy Hambourg tous les jours, soit 220 000 personnes.

### Réseau câblé
- Existence d'un réseau câblé à Hambourg.

### Source de la traduction
- (de) Cet article est partiellement ou en totalité issu de l’article de Wikipédia en allemand intitulé « NPR Berlin » (voir la liste des auteurs).